# ورزشگاه وودشتاین
ورزشگاه وودشتاین (به هلندی: Stadion Woudestein) شناخته شده به‌عنوان Van Donge & De Roo Stadion به دلایل اسپانسری، یک ورزشگاه چند منظوره در روتردام، هلند است. در حال‌حاضر عمدتاً برای مسابقات فوتبال مورد استفاده قرار می‌گیرد و ورزشگاه خانگی اکسلسیور و همچنین برای تیم زنان اکسلسیور بارندرخت است. این ورزشگاه قادر است ۴۵۰۰ نفر را در خود جای دهد و در سال ۱۹۰۲ ساخته‌شد. این ورزشگاه همچنان یکی از کوچکترین ورزشگاه‌های هلند است که توسط یک باشگاه حرفه‌ای مورد استفاده قرار می‌گیرد. این ورزشگاه دارای یک جایگاه به نام رابین فن پرسی است که بین سال‌های ۱۹۹۷ تا ۱۹۹۹ در بخشی از آکادمی جوانان اکسلسیور بازی می‌کرد.